# Paya Biek
Paya Biek is een bestuurslaag in het regentschap Aceh Timur van de provincie Atjeh, Indonesië. Paya Biek telt 656 inwoners (volkstelling 2010).